# A Seaside Rendezvous
A Seaside Rendezvous is een tweedaagse concertreeks van de Britse rock-band Muse die gehouden werd in Teignmouth, de plaats waar de muziekcarrière van de leden van de band is begonnen. De naam van de reeks is waarschijnlijk afkomstig van het gelijknamige nummer van Queen.
De plannen voor twee concerten in Teignmouth werden onthuld door de lokale kranten Teignmouth Post en Herald Express op 7 en 8 augustus 2008. Er gingen geruchten dat SJM Concerts Ltd. (het bedrijf dat de promotie regelt voor de concerten) toestemming aan de gemeente had gevraagd om twee concerten te houden op The Den, hoewel er bezwaren waren.
Er werd een raadsvergadering gehouden op 17 augustus, om te bepalen of de concertreeks mocht doorgaan. De bassist van Muse, Christopher Wolstenholme, was hierbij aanwezig. Uiteindelijk mochten de concerten door onder een voorwaarde: het geluidsniveau mocht niet boven de 84.1 decibel komen.
De concertreeks werd de volgende dag op 18 augustus aangekondigd, samen met de informatie over de tickets en vervoer. De verkoop begon op 21 augustus, de voorverkoop op 19 augustus. Hoewel de voorverkoop op 19 augustus begon, had de band op dat moment nog geen toestemming van de beheerder van The Den.
Op 11 en 12 september zond BBC Three een documentaire uit over het evenement en over het kinderleven van de band.

## Medewerkers
- Matthew Bellamy – zang, gitaar, piano tijdens New Born, United States of Eurasia, Cave en Feeling Good, keytar tijdens Undisclosed Desires
- Christopher Wolstenholme – basgitaar, achtergrondzang, mondharmonica
- Dominic Howard – drums, achtergrondzang tijdens Supermassive Black Hole
- Morgan Nicholls – keyboards , synthesizers, achtergrondzang, slaginstrumenten, gitaar tijdens United States of Eurasia.

## Setlist

### Eerste concert
1. Uprising
2. Supermassive Black Hole
3. Stockholm Syndrome
4. Resistance
5. Hysteria
6. New Born
7. Map of the Problematique
8. United States of Eurasia
9. Cave
10. Popcorn (Cover van Gershon Kingsley)
11. Starlight
12. Undisclosed Desires
13. Time Is Running Out
14. Unnatural Selection

Encore:
1. Plug In Baby
2. Man With a Harmonica + Knights of Cydonia

### Tweede concert
1. Uprising
2. Map of the Problematique
3. Supermassive Black Hole
4. Resistance
5. Hysteria
6. New Born
7. United States of Eurasia
8. Feeling Good
9. Cave
10. Popcorn (Cover van Gershon Kingsley)
11. Starlight
12. Undisclosed Desires
13. Time Is Running Out
14. Unnatural Selection

Encore:
1. Stockholm Syndrome
2. Plug In Baby
3. Man With a Harmonica + Knights of Cydonia